# Чамское письмо
Ча́мская пи́сьменность — слоговое письмо типа абугида, применяемое для записи чамского языка, относящегося к австронезийской языковой семье. Одна из древнейших письменностей Юго-Восточной Азии. Восходит к алфавиту брахми; пишется слева направо, горизонтально.
Самые ранние надписи с использованием письменности датируются началом I тысячелетия нашей эры. Сохранилось большое количество древних манускриптов, представляющих собой религиозные, астрологические, исторические, мифологические и другие тексты.
Сегодня большинство чамов Камбоджи используют арабский алфавит, чамское письмо используется лишь крайне ограничено чамами Вьетнама. Во времена французской колонии все чамы должны были использовать для записи своих языков латиницу. Письменность имеет важное значение для традиционной чамской культуры, однако это не способствует её сохранению и широкому использованию.
В 2008 году чамское письмо было добавлено в Юникод.